# Microloxia prouti
Microloxia prouti là một loài bướm đêm trong họ Geometridae.